# 黃燦然
黄灿然（1963年—），中国詩人、翻译家。

## 生平
出生于福建省泉州市，1978年12月开始移居香港，1984年9月考入广州暨南大学新闻系。曾于香港大公報任职国际版翻译工作。他中學時期從山村移居香港，如今又從香港搬回山村。當過工人，輟學六年後考上大學，由一個不懂26個字母的工廠青年，成為國內最受歡迎的翻譯家之一。
曾任《紅土詩抄》主編、《聲音》詩刊主編和《傾向》雜誌詩歌編輯。著有詩集《十年詩選》、《世界的隱喻》和《游泳池畔的冥想》（三本詩集大部分重復，以最後一本編得比較全面）以及《奇跡集》；評論集《必要的角度》；譯文集《見證與愉悅——當代外國作家文選》；《卡瓦菲斯詩集》。
著有评论集《必要的角度》、《在两大传统的阴影下》，并获得第六届及第九届香港中文文学双年奖评论组推荐奖。2011年，黃燦然獲華語文學傳媒大獎年度詩人獎。
现居深圳。2022年，导演许鞍华以黄灿然的生活为内容拍摄了纪录片《诗》。

## 作品

### 诗集
- 《发现集》（2014年）
- 《奇迹集》（2012年）
- 《我的灵魂》（2011年）
- 《游泳池畔的冥想》（2000年）
- 《世界的隐喻》（1998年）

### 评论集
- 《格拉斯的烟斗》（2009年）
- 《在两大传统的阴影下》（2005年）
- 《必要的角度》（2001年）

### 译文集
- 《曼德尔施塔姆诗选》（2015年）
- 《小于一》（2014年）
- 《论摄影》（2012年）
- 《卡瓦菲斯诗集》（2012年）
- 《如何读，为什么读》（2011年）
- 《诗的见证》（2011年）
- 《内心活动 : 文学评论集》（2010年）
- 《新千年文学备忘录》（2009年）
- 《羞耻》（2009年）
- 《同时 : 随笔与演说》（2009年）
- 《巴列霍诗选》（2007年）
- 《关于他人的痛苦》（2006年）
- 《重点所在》（2004年）
- 《聂鲁达诗选》（2003年）
- 《里尔克诗选》（2002年）
- 《卡瓦菲斯诗集》（2002年）